# Carolyn Fairbairn
Carolyn Fairbairn, née le 13 décembre 1960, est une femme d'affaires britannique. Depuis 2015, elle est directrice-générale de la Confederation of British Industry, la principale organisation patronale britannique.

## Biographie

### Formation
Diplômée en économie au Gonville and Caius College (Université de Cambridge), elle obtient une maîtrise en Relations internationales à l'Université de Pennsylvanie, puis un MBA à l'INSEAD (Paris).

### Carrière
Après avoir été journaliste économique pour The Economist, elle entre chez McKinsey & Company, un important cabinet de conseil, en 1988. 
En 1995, alors que le premier ministre est John Major, elle se joint à la Policy Unit du gouvernement et développe des stratégies politiques dans les domaines de la santé et des services sociaux,.
En 1997, elle est nommée directrice de la stratégie par la BBC Worldwide, puis entre au bureau exécutif de la BBC. Après une année sabbatique, elle retourne brièvement chez McKinsey & Company en 2006, avant de prendre la direction du développement corporatif et de la stratégie du groupe audiovisuel ITV (2007-2011).
Entre 2008 et 2011, elle est directrice non exécutive de l'autorité des services financiers. En 2013, elle est nommée directrice non exécutive de la nouvelle Autorité de la concurrence et des marchés (Competition and Markets Authority). Elle fait également partie de différents conseils d'administration (Lloyds Banking Group, UK Statistics Authority, etc.),.
Le 29 juin 2015, elle est nommée directrice générale de la Confederation of British Industry, en remplacement de John Cridland, et démissionne de toutes ses autres fonctions.